# Bas Kleingeld
Bas Kleingeld (Rotterdam, 29 mei 1910 – 1994) was een Nederlands beeldend kunstenaar en kunstschilder.

## Leven en werk
Bas Kleingeld werd op 29 mei 1910 geboren in Charlois als zoon van Cornelis Kleingeld en Willemina Punt. Als schilder was hij autodidact. Vanaf 1939 schilderde hij verschillende onderwerpen zoals landschappen, stillevens, portretten en composities. Deze kregen hun toepassing in vrij werk, mozaïeken en reliëfs.
In de periode 1940 - 1943 was hij leerling van Riemko Holtrop. In de daarop volgende jaren 1945-1946 volgde hij een opleiding aan de Academie Kunstoefening in Arnhem.  Daarnaast heeft Kleingeld samengewerkt met Jan Schoenaker en Hubert van Hille.
Na de oorlog was hij een van de medeoprichters van De Nieuwe Groep ('de modernen' in het oosten des lands). 
Op 12 december 1945 was in het atelier van Folkert Haanstra sr. aan de Iependijk in Goor de oprichtingsvergadering. Daarbij waren naast Haanstra sr., ook Folkert Haanstra jr., Johan Haanstra, Riemko Holtrop, Ben Akkerman, Wim ten Broek, Jan Broeze en Bas Kleingeld zelf aanwezig. Haanstra sr. was voorzitter, Ten Broek secretaris. De Nieuwe Groep speelde een rol in de doorbraak van de moderne kunst in Twente. Vanaf het begin nam Bas Kleingeld deel aan de groepstentoonstellingen van de Nieuwe Groep. De samenwerking binnen De Nieuwe Groep eindigde in 1953.
Kleingeld woonde en werkte in verschillende plaatsen zoals Charlois, Den Haag, Gorinchem, Zutphen en Hengelo. Hij kreeg de Talensprijs 1962 voor zijn schilderij “Stilleven met kachel”. In 1969 vestigde hij zich in Zwolle waar hij niet alleen als kunstenaar maar ook als administrateur bij de politie zijn geld verdiende. De laatste jaren van zijn werkzame leven (1969-1985) woonde hij in Zwolle.
Bas Kleingeld overleed in 1994.

## Tentoonstellingen (selectie)
- 1945	Noodrestaurant Hengelo
- 1946  Electra Hengelo
- 1946	Zutphen
- 1946	Goor
- 1947 	Zutphen
- 1949	Zwolle
- 1949	Vondelparkpaviljoen ICC Amsterdam
- 1950  Frans Hals museum Haarlem
- 1970	Rijksmuseum Twente Enschede
- 2016	HeArtGallery Hengelo